# 吉田一平 (政治家)
吉田 一平（よしだ いっぺい、かずひら、1946年4月1日 - ）は、日本の政治家。前愛知県長久手市長。元長久手町長（1期）、学校法人吉田学園元理事長、社会福祉法人「愛知たいようの杜」元理事長。

## 経歴
愛知県長久手村（後の長久手市）に生まれる。父親は、当時、長久手村役場職員で、後に長久手町長を務めた吉田一男。1964年、愛知県立愛知商業高等学校を卒業し、独立系商社である岡谷鋼機に入社し、以降15年間勤務するが、過労から椎間板ヘルニアを患い1979年に退職した。
退職した吉田は、自治会、消防団などの地域活動に深く関わるようになった。
1981年に学校法人吉田学園を設立して、理事長となり、愛知たいよう幼稚園の経営にあたり、次いで1986年に社会福祉法人愛知たいようの杜を設立して、理事長となり、翌1987年に特別養護老人ホームとショートステイ施設を開設した。以降、幼稚園、託児所、介護福祉養成学校、ケアハウス、グループホームなどの開設に関わり、2005年には吉田学園愛知総合看護福祉専門学校を設立した。
また、この間、里山の雑木林の保全運動にも取り組み、2003年には特定非営利活動法人雑木林物語を設立して理事長となった。
加藤梅雄町長の引退を受け、新人3人で争われた2011年8月の長久手町長選挙に、自由民主党と公明党の推薦を受けて立候補し、大島令子らを抑えて初当選し、9月18日に長久手町長に就任した。選挙の時点で決定していた2012年1月4日の市制施行により、初代長久手市長となった。
2015年8月に行われた市政移行後初の市長選にて再選。2019年、元市議の佐野尚人ら2候補を破り3選。
2023年6月15日、この日開会した市議会6月定例会で、3期目の今期限り（任期満了9月17日）での引退を表明した。

## 政策・人物
- 町長就任以来、小学校区ごとに「ミニ役場」と表現される「地域共生ステーション」を設けるなど、住民自治を促す政策をとった[3]。
- 3人の娘がおり、2018年にベスト・ファーザー イエローリボン賞（政治部門）を受賞した。
- 2020年5月7日、新型コロナウイルス感染症の流行への対策の財源に充てるため、自身の6月から2021年3月までの月額給与を30％減額する条例案を市議会臨時会に提出した。副市長と教育長については、5％減額する。同日、同条例案は可決された[11][12][13]。
- 2023年6月1日、性的少数者（LGBTなど）のカップルと同一生計の子を公的に家族と認める「長久手市パートナーシップ・ファミリーシップ宣誓制度」を導入した[14]。